# Lepidagathis amaranthoides
Lepidagathis amaranthoides är en akantusväxtart som beskrevs av Adolph Daniel Edward Elmer. Lepidagathis amaranthoides ingår i släktet Lepidagathis och familjen akantusväxter. Inga underarter finns listade i Catalogue of Life.